# FahrBus Ellwangen
FahrBus Ellwangen GbR war eine Kooperation von drei Busunternehmen im nördlichen Ostalbkreis. Gegründet wurde FahrBus am 7. April 1997 von Omnibus-MACK (Ellwangen), der Regional Bus Stuttgart GmbH RBS und von Omnibus Weis (Neuler). Die RBS hat ihr Engagement inzwischen auf ihre Tochter Friedrich Müller Omnibusunternehmen GmbH (Schwäbisch Hall) übertragen.
Die 26 FahrBus-Linien verbanden den Raum Ellwangen mit den Orten Crailsheim, Dinkelsbühl, Bopfingen, Westhausen, Aalen, Neuler, Abtsgmünd und Schwäbisch Hall. Auf diesen Linien waren täglich rund 60 Busse unterwegs. Sie bedienten 650 Haltestellen. Jedes Jahr nutzten über 3,5 Millionen Fahrgäste die FahrBus-Omnibusse, die dabei rund zwei Millionen Buskilometer zurücklegten.
Am 20. Dezember 2011 fusionierte die FahrBus Ellwangen mit der FahrBus Gmünd zur FahrBus Ostalb.

## Weblink
- Webpräsenz